# Choi Moon-sik
Choi Moon-sik (최문식?, 崔文植?; 6 gennaio 1971) è un ex calciatore sudcoreano, di ruolo centrocampista.

## Statistiche

### Cronologia presenze e reti in Nazionale
| Cronologia completa delle presenze e delle reti in nazionale ― Corea del Sud | Cronologia completa delle presenze e delle reti in nazionale ― Corea del Sud | Cronologia completa delle presenze e delle reti in nazionale ― Corea del Sud | Cronologia completa delle presenze e delle reti in nazionale ― Corea del Sud | Cronologia completa delle presenze e delle reti in nazionale ― Corea del Sud | Cronologia completa delle presenze e delle reti in nazionale ― Corea del Sud | Cronologia completa delle presenze e delle reti in nazionale ― Corea del Sud | Cronologia completa delle presenze e delle reti in nazionale ― Corea del Sud |
| Data                                                                         | Città                                                                        | In casa                                                                      | Risultato                                                                    | Ospiti                                                                       | Competizione                                                                 | Reti                                                                         | Note                                                                         |
| ---------------------------------------------------------------------------- | ---------------------------------------------------------------------------- | ---------------------------------------------------------------------------- | ---------------------------------------------------------------------------- | ---------------------------------------------------------------------------- | ---------------------------------------------------------------------------- | ---------------------------------------------------------------------------- | ---------------------------------------------------------------------------- |
| 25-4-1993                                                                    | Changwon                                                                     | Corea del Sud                                                                | 1 – 1                                                                        | Iraq                                                                         | Amichevole                                                                   | -                                                                            |                                                                              |
| 28-4-1993                                                                    | Ulsan                                                                        | Corea del Sud                                                                | 2 – 2                                                                        | Iraq                                                                         | Amichevole                                                                   | -                                                                            |                                                                              |
| 9-5-1993                                                                     | Beirut                                                                       | Bahrein                                                                      | 0 – 0                                                                        | Corea del Sud                                                                | Qual. Mondiali 1994                                                          | -                                                                            |                                                                              |
| 13-5-1993                                                                    | Beirut                                                                       | India                                                                        | 0 – 3                                                                        | Corea del Sud                                                                | Qual. Mondiali 1994                                                          | 1                                                                            |                                                                              |
| 15-5-1993                                                                    | Beirut                                                                       | Hong Kong                                                                    | 0 – 3                                                                        | Corea del Sud                                                                | Qual. Mondiali 1994                                                          | 1                                                                            |                                                                              |
| 5-6-1993                                                                     | Seul                                                                         | Corea del Sud                                                                | 4 – 1                                                                        | Hong Kong                                                                    | Qual. Mondiali 1994                                                          | 1                                                                            |                                                                              |
| 7-6-1993                                                                     | Seul                                                                         | Corea del Sud                                                                | 2 – 0                                                                        | Libano                                                                       | Qual. Mondiali 1994                                                          | -                                                                            |                                                                              |
| 9-6-1993                                                                     | Seul                                                                         | Corea del Sud                                                                | 7 – 0                                                                        | India                                                                        | Qual. Mondiali 1994                                                          | -                                                                            | 56’                                                                          |
| 13-6-1993                                                                    | Seul                                                                         | Corea del Sud                                                                | 3 – 0                                                                        | Bahrein                                                                      | Qual. Mondiali 1994                                                          | -                                                                            |                                                                              |
| 19-6-1993                                                                    | Seul                                                                         | Corea del Sud                                                                | 1 – 2                                                                        | Egitto                                                                       | 1993 President's Cup                                                         | -                                                                            |                                                                              |
| 28-6-1993                                                                    | Seul                                                                         | Corea del Sud                                                                | 0 – 1                                                                        | Egitto                                                                       | 1993 President's Cup                                                         | -                                                                            |                                                                              |
| 24-9-1993                                                                    | Seul                                                                         | Corea del Sud                                                                | 1 – 1                                                                        | Australia                                                                    | Amichevole                                                                   | -                                                                            |                                                                              |
| 26-9-1993                                                                    | Seul                                                                         | Corea del Sud                                                                | 1 – 0                                                                        | Australia                                                                    | Amichevole                                                                   | 1                                                                            |                                                                              |
| 19-10-1993                                                                   | Doha                                                                         | Iraq                                                                         | 2 – 2                                                                        | Corea del Sud                                                                | Qual. Mondiali 1994                                                          | -                                                                            | 70’                                                                          |
| 22-10-1993                                                                   | Doha                                                                         | Corea del Sud                                                                | 1 – 1                                                                        | Arabia Saudita                                                               | Qual. Mondiali 1994                                                          | -                                                                            | 71’                                                                          |
| 25-10-1993                                                                   | Doha                                                                         | Giappone                                                                     | 1 – 0                                                                        | Corea del Sud                                                                | Qual. Mondiali 1994                                                          | -                                                                            |                                                                              |
| 28-10-1993                                                                   | Doha                                                                         | Corea del Sud                                                                | 3 – 0                                                                        | Corea del Nord                                                               | Qual. Mondiali 1994                                                          | -                                                                            |                                                                              |
| 16-2-1994                                                                    | Changwon                                                                     | Corea del Sud                                                                | 1 – 2                                                                        | Romania                                                                      | Amichevole                                                                   | -                                                                            | 63’                                                                          |
| 12-3-1994                                                                    | Fullerton                                                                    | Stati Uniti                                                                  | 1 – 1                                                                        | Corea del Sud                                                                | Amichevole                                                                   | -                                                                            | 80’                                                                          |
| 1-5-1994                                                                     | Seul                                                                         | Corea del Sud                                                                | 2 – 2                                                                        | Camerun                                                                      | Amichevole                                                                   | -                                                                            | 82’                                                                          |
| 30-4-1996                                                                    | Tel Aviv                                                                     | Israele                                                                      | 4 – 5                                                                        | Corea del Sud                                                                | Amichevole                                                                   | -                                                                            | 64’                                                                          |
| 16-5-1996                                                                    | Seul                                                                         | Corea del Sud                                                                | 0 – 2                                                                        | Svezia                                                                       | Amichevole                                                                   | -                                                                            | 46’                                                                          |
| 5-8-1996                                                                     | Ho Chi Minh                                                                  | Corea del Sud                                                                | 9 – 0                                                                        | Guam                                                                         | Qual. Coppa d'Asia 1996                                                      | 1                                                                            | 63’                                                                          |
| 11-8-1996                                                                    | Ho Chi Minh                                                                  | Vietnam                                                                      | 0 – 4                                                                        | Corea del Sud                                                                | Qual. Coppa d'Asia 1996                                                      | -                                                                            | 66’                                                                          |
| 18-1-1997                                                                    | Melbourne                                                                    | Corea del Sud                                                                | 1 – 0                                                                        | Norvegia                                                                     | Opus Tournament                                                              | -                                                                            | 42’ 85’                                                                      |
| 22-1-1997                                                                    | Brisbane                                                                     | Australia                                                                    | 2 – 1                                                                        | Corea del Sud                                                                | Opus Tournament                                                              | -                                                                            | 53’                                                                          |
| 25-1-1997                                                                    | Sydney                                                                       | Corea del Sud                                                                | 3 – 1                                                                        | Nuova Zelanda                                                                | Opus Tournament                                                              | -                                                                            | 46’                                                                          |
| 22-2-1997                                                                    | Hong Kong                                                                    | Hong Kong                                                                    | 0 – 2                                                                        | Corea del Sud                                                                | Qual. Mondiali 1998                                                          | 1                                                                            | 70’                                                                          |
| 2-3-1997                                                                     | Bangkok                                                                      | Thailandia                                                                   | 1 – 3                                                                        | Corea del Sud                                                                | Qual. Mondiali 1998                                                          | 1                                                                            | 46’                                                                          |
| 21-5-1997                                                                    | Tokyo                                                                        | Giappone                                                                     | 1 – 1                                                                        | Corea del Sud                                                                | Amichevole                                                                   | -                                                                            | 46’                                                                          |
| 28-5-1997                                                                    | Daejeon                                                                      | Corea del Sud                                                                | 4 – 0                                                                        | Hong Kong                                                                    | Qual. Mondiali 1998                                                          | -                                                                            | 74’                                                                          |
| 1-6-1997                                                                     | Seul                                                                         | Corea del Sud                                                                | 0 – 0                                                                        | Thailandia                                                                   | Qual. Mondiali 1998                                                          | -                                                                            | 69’                                                                          |
| 12-6-1997                                                                    | Seul                                                                         | Corea del Sud                                                                | 3 – 1                                                                        | Egitto                                                                       | 1997 Korea Cup                                                               | 1                                                                            | 46’                                                                          |
| 14-6-1997                                                                    | Suwon                                                                        | Corea del Sud                                                                | 3 – 0                                                                        | Ghana                                                                        | 1997 Korea Cup                                                               | 1                                                                            |                                                                              |
| 16-6-1997                                                                    | Seul                                                                         | Corea del Sud                                                                | 1 – 1                                                                        | Jugoslavia                                                                   | 1997 Korea Cup                                                               | -                                                                            | 59’                                                                          |
| 10-8-1997                                                                    | Seul                                                                         | Corea del Sud                                                                | 1 – 2                                                                        | Brasile                                                                      | Amichevole                                                                   | -                                                                            | 76’                                                                          |
| 24-8-1997                                                                    | Taegu                                                                        | Corea del Sud                                                                | 4 – 1                                                                        | Tagikistan                                                                   | Amichevole                                                                   | -                                                                            | 69’                                                                          |
| 30-8-1997                                                                    | Seul                                                                         | Corea del Sud                                                                | 0 – 0                                                                        | Cina                                                                         | Korea-China Annual Match                                                     | -                                                                            | 69’                                                                          |
| Totale                                                                       |                                                                              | Presenze                                                                     | 38                                                                           |                                                                              | Reti                                                                         | 9                                                                            |                                                                              |